# Šaleška jezera
Šaleška jezera so zelo »mlada«, saj so v večji meri nastala po drugi svetovni vojni. Vsekakor so najopaznejši pojav v Šaleški dolini. 
Jezera so nastala kot posledica podzemnega izkopavanja lignita v velenjskem premogovniku. Premogovniške ugreznine so nastale sredi kotlinskega dna Šaleške doline, ki je bilo pred tem v veliki meri v kmetijski rabi, delno pa seveda tudi poseljeno. Prostornina ugrezninske kotanje je leta 2005 presega 120 milijonov m3 in zavzema dobrih 6 km² površine. Najgloblje dele te kotanje je napolnila voda in nastala so tri jezera. 
S skupno površino več kot 200 ha in prostornino preko 35 milijonov m³ so ena izmed večjih jezer v Sloveniji. 
Podoba doline se zaradi premogovništva še vedno spreminja, prav tako se spreminjajo tudi Šaleška jezera. Jezera, ki jih napajajo potoki, so dobila imena po naseljih, ki so se morala umakniti ojezerjevanju.  Ta jezera so: 
- Škalsko jezero,
- Velenjsko jezero in
- Družmirsko / Šoštanjsko jezero.

Ob svojem nastanku so jezera zalila rodovitne površine, zato odnos do jezer v preteklosti ni bil ravno rožnat. Časi se spreminjajo in ljudje so se na jezera navadili, saj omogočajo dober turistični razvoj.